# 中间党 (法罗群岛)
中间党是法羅群島中間派政黨，成立於1992年。

## 外部連結
- 官方網站 （页面存档备份，存于）